# Una dolcissima bugia
Una dolcissima bugia (The Girl with the Make-Believe Husband) è un romanzo della scrittrice americana Julia Quinn pubblicato nel 2017. Si tratta del secondo romanzo della saga nota come Rokesby.

## Trama
Cecilia Harcourt, dopo la morte del padre, decide di attraversare l’oceano per raggiungere il fratello ferito in America. Ma, una volta arrivata, scopre che il fratello è scomparso e l'unico che può aiutarla è il suo migliore amico, il capitano Edward Rokesby, ferito e privo di sensi. Per prendersi cura di lui senza destare sospetti, Cecilia si spaccia per sua moglie. Quando Edward si risveglia, non ricorda nulla e accetta l’idea del matrimonio. Ma con il passare del tempo, tra loro nasce qualcosa di vero, e Cecilia dovrà decidere se continuare con la bugia o confessare la verità.

## Edizioni
- Julia Quinn, Una dolcissima bugia, Mondadori, 2017, ISBN 978-8804715986.